# Sint-Nicolaaskerk (Potvorov)

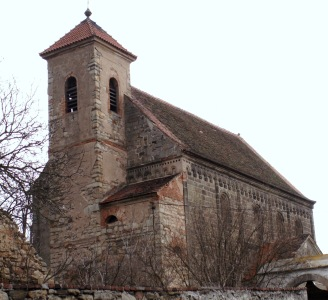
De Sint-Nicolaaskerk in Potvorov.

De Sint-Nicolaaskerk (Tsjechisch: Kostel svatého Mikuláše) is een kerk in de gemeente Potvorov in de Tsjechische regio Pilsen. De kerk is gewijd aan de heilige Nicolaas van Myra. De eerste vermelding van de kerk in romaanse stijl stamt uit de tweede helft van de 12e eeuw. De kerk heeft een aanbouw uit de 18e eeuw en een toren uit het jaar 1825. Daarnaast staat er bij de kerk een ambtswoning van de pastoor in barokstijl met een mansardedak.